# Battle Creek (Nebraska)
Battle Creek é uma cidade localizada no estado americano de Nebraska, no Condado de Madison.

## Demografia
Segundo o censo americano de 2000, a sua população era de 1158 habitantes. 
Em 2006, foi estimada uma população de 1175, um aumento de 17 (1.5%).

## Geografia
De acordo com o United States Census Bureau, a localidade tem uma área de 1,7 km², sem área coberta por água. Battle Creek localiza-se a aproximadamente 484 m acima do nível do mar.

## Localidades na vizinhança
O diagrama seguinte representa as localidades num raio de 24 km ao redor de Battle Creek. 